# Fonction d'agrégation
Pour les articles homonymes, voir Agrégation.

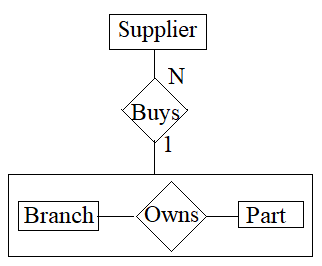

En traitement des bases de données, une fonction d’agrégation est un opérateur permettant de réduire des groupes de lignes à une valeur calculée à partir de l’une des colonnes en jeu.
Les fonctions les plus simples sont le décompte de lignes, la somme, la moyenne, le maximum et le minimum des valeurs.
En SQL, ces fonctions se notent COUNT, SUM, AVG, MAX, MIN.
On peut aussi trouver d’autres fonctions comme la concaténation de chaines de plusieurs lignes (GROUP_CONCAT en SQL).